# Recess (álbum de Skrillex)
Recess es el primer álbum de estudio del DJ y productor estadounidense Skrillex, lanzado el 18 de marzo de 2014 bajo los sellos discográficos Big Beat Records, Asylum Records y Atlantic Records. El álbum cuenta con las colaboraciones de Ragga Twins, Kill the Noise, Fatman Scoop, Michael Angelakos, KillaGraham, Sam Dew, Alvin Risk, Chance The Rapper, The Social Experiment, Diplo, G-Dragon, CL, Niki & The Dove y Kid Harpoon.

## Recepción

### Comentarios de la crítica
Christopher R. Weingarten, escritor para Rolling Stone comentó lo siguiente: «En comparación con los géiseres de chirrido en los que Skrillex solía especializarse, los clímax de Recess son elegantes y amigables, más como un divertido juego de láser que el rugido hambriento de un robot tiranosaurio rex. [...] Skrillex 2.0 no es tan divertido y lleno de adrenalina como el tipo que nos dio todas esas gotas de dubstep chirriantes y estrepitosas. Pero, oye, incluso Black Flag tuvo una fase de jazz, y Public Enemy hizo un álbum de funk, ambos muy subestimados. Y muchos de los elementos que impulsaron el éxito inicial de Skrillex todavía están en algún lugar de Recess: los sofocantes graves, los bordes dentados, la agresión de fuerza industrial, las desorientadoras colisiones de fragmentos de sonido, las voces distorsionadas hasta que suenan como transmisiones extraterrestres. Esto sigue siendo Skrillex, solo que con muchas autorremezclas constructivas. Ámalo o muestra tu edad: está haciendo algunos de los pop más progresistas que existen». Derek Staples, para la revista Consequence of Sound, comentó lo siguiente:

«Con los golpes de sintetizador de Skrillex manteniéndolo unido, el álbum no puede evitar desarticularse debido a los numerosos colaboradores. Eso también significa que Skrillex está presentando a sus fanáticos estilos de EDM que normalmente no experimentarían, lo que solo beneficia al futuro de la cultura de la música electrónica. Casi la mitad de las pistas apuntan a un productor que no está atrapado en el mundo de los clubes, ya que sencillos como «Stranger» y «Fire Away» son adecuados para disfrutar en tu dormitorio. No obstante, antes de que los miembros del Grammy le den a Moore otro montón de premios, tendrán que abrir sus oídos a otros productores de géneros como Mat Zo y Eric Prydz».

### Recibimiento comercial
El álbum ingresó en el 1.° lugar de la lista Hot Dance/Electronic Albums de Billboard, además de ingresar en la lista Billboard 200 donde permaneció por 15 semanas, consiguiendo un 4.° lugar como mejor colocación. La canción «Recess», en colaboración con Kill The Noise, Fatman Scoop & Michael Angelakos, consiguió la 13.° posición en la lista Hot Dance/Electronic Songs de Billboard. La canción «Try It Out», en colaboración con Alvin Risk, ingresó en la lista Hot Dance/Electronic Songs, donde estuvo 20 semanas y consiguió una 19.° posición como mejor resultado.

## Promoción

### Ask Me AnythingyAlien Ride
El 7 de marzo de 2014, Skrillex realizó una sesión de preguntas titulada Ask Me Anything en el sitio web Reddit. Unos días más tarde, el 11 de marzo, Moore publicó el videojuego móvil titulado Alien Ride, desarrollado por la empresa Motim Technologies y lanzado en las tiendas Google Play y App Store. Este es un videojuego shooter de estilo retro —similar a los títulos Asteroids y Galaga, según la revista GamerFocus— que permitía al jugador escuchar las canciones del álbum de manera anticipada. «Probablemente ganemos menos dinero haciéndolo de esta manera. [...] Se trata más de los aficionados».

## Lista de canciones
| Recess |                                                                  | |                                                  |          |  |
| N.º    | Título                                                           | Escritor(es)                                                                                               | Productor(es)                                    | Duración |  |
| 1.     | «All Is Fair in Love and Brostep» (con Ragga Twins)              | Sonny Moore Trevor Destouche David Destouche                                                               | Skrillex                                         | 4:08     |  |
| 2.     | «Recess» (con Kill the Noise, Fatman Scoop y Michael Angelakos)  | Moore Jake Stanczak Isaac Freeman Michael Angelakos                                                        | Skrillex Kill the Noise                          | 3:57     |  |
| 3.     | «Stranger» (con KillaGraham y Sam Dew)                           | Moore Justin Parker Sam Dew Graham Muron                                                                   | Skrillex KillaGraham                             | 4:49     |  |
| 4.     | «Try It Out (Neon Mix)» (con Alvin Risk)                         | Moore Marcio Alvarado                                                                                      | Skrillex Alvin Risk                              | 3:49     |  |
| 5.     | «Coast Is Clear» (con Chance the Rapper y The Social Experiment) | Moore Chancelor Bennett Peter Wilkins Nico Segal Christopher Wallace Ronald Isley Ernie Isley Chris Jasper | Skrillex Chance The Rapper The Social Experiment | 4:03     |  |
| 6.     | «Dirty Vibe» (con Diplo, G-Dragon y CL)                          | Moore Thomas Pentz Ji-Yong Kwon Ted Hong Jun Park Robin Cho                                                | Skrillex Diplo                                   | 3:26     |  |
| 7.     | «Ragga Bomb» (con Ragga Twins)                                   | Moore T. Destouche D. Destouche                                                                            | Skrillex                                         | 4:18     |  |
| 8.     | «Doompy Poomp»                                                   | Moore | Skrillex                                         | 3:25     |  |
| 9.     | «Fuck That»                                                      | Moore | Skrillex                                         | 3:50     |  |
| 10.    | «Ease My Mind» (con Niki and the Dove)                           | Moore Malin Dahlström                                                                                      | Skrillex                                         | 5:02     |  |
| 11.    | «Fire Away» (con Kid Harpoon)                                    | Moore Tom Hull                                                                                             | Skrillex                                         | 5:42     |  |